# کارینرلاند
کارینرلاند (به آلمانی: Carinerland) یک شهر در آلمان است که در Rostock District واقع شده‌است. کارینرلاند ۱٬۲۱۹ نفر جمعیت دارد.